# 1376 Michelle
1376 Michelle è un asteroide della fascia principale. Scoperto nel 1935, presenta un'orbita caratterizzata da un semiasse maggiore pari a 2,2276860 UA e da un'eccentricità di 0,2153251, inclinata di 3,54988° rispetto all'eclittica.
L'asteroide porta il nome della terza figlia del suo scopritore.